# محوطه انجیرلی
محوطه انجیرلی مربوط به سدهٔ ۷ و ۸ ه.ق است و در شهرستان بجنورد، بخش رازو جرگلان، دهستان جرگلان، روستای کرکولی واقع شده و این اثر در تاریخ ۱۸ شهریور ۱۳۸۷ با شمارهٔ ثبت ۲۳۲۸۳ به‌عنوان یکی از آثار ملی ایران به ثبت رسیده است.